# Boris Cueto Ortiz
Boris Cueto Ortiz, född 21 februari 1990 i Vantörs församling i Stockholms kommun, är en svensk e-sportutövare, främst verksam inom Tekken 6.
Boris Cueto Ortiz har vunnit många stora turneringar och representerat Sverige i flera internationella turneringar. I "King of Iron Fist"-turneringen i London placerade han sig trea.
Under Malmöfestivalen 2012 vann Cueto Ortiz den svenska uttagningen till världsmästerskapen i Sydkorea som arrangeras av International eSports Federation. Den svenska uttagningen hölls av Svenska E-sportföreningen i samarbete med den lokala tv-spelsföreningen Terebi Ge-mu.